# Воздушный шар (фильм, 2018)
«Воздушный шар» (нем. Ballon) — немецкий драматический триллер 2018 года режиссёра Михаэля Хербига. В фильме рассказывается история побега семей Стржельчик и Ветцель в 1979 году из ГДР в Западную Германию на самодельном воздушном шаре. Две семьи, включая четверых детей, успешно перелетели из Пёснека (Тюрингия) в Найлу (Бавария), расположенную в то время в 8 километрах к югу от «Железного занавеса». На воздушном шаре они поднялись на высоту 2 500 метров.
Главные роли исполнили Фридрих Мюкке, Каролина Шух, Давид Кросс, Алисия фон Риттберг и Томас Кречман.
Перед съемками фильма Хербигу было разрешено ознакомиться с увесистым делом на тысячи страниц, посвящённому расследованию этого полета, которое находилось в архиве Штази, бывшей секретной службы ГДР Однако, по мнению ряда критиков, фильм в целом воспринимается как захватывающий боевик, и, как отметили некоторые рецензенты, ему не хватает исторической правдоподобности. Другой фильм об этом успешном побеге на воздушном шаре был выпущен компанией Disney в 1982 году в разгар Холодной войны под названием «Пересечение границы».

## Сюжет
Действие фильма происходит в Пёснеке, Тюрингия, летом 1979 года. Семьи Стржельчик и Ветцель разрабатывают дерзкий план бегства из ГДР в Западную Германию на самодельном воздушном шаре при идеальном попутном ветре. Однако один из участников заговора Гюнтер Ветцель в конечном итоге решает, что это слишком рискованное дело, поскольку воздушный шар слишком мал для восьми человек, а его жена Петра боится за их двоих детей. Поэтому на некоторое время они отказываются от попытки побега. Дорис и Петер Стржельчик теперь хотят отважиться на побег вдвоём с двумя сыновьями. Их сын Франк влюблён в Клару Бауман, дочь своего соседа Эрика, работающего на Штази, и пишет ей прощальное письмо.
Ночью семья Стржельчик упаковывает воздушный шар и другие принадлежности в свой прицеп, едет в лес и взлетает. Поднявшись над облаками, беглецы оказываются вне зоны видимости пограничников. Однако незадолго до границы шар вместе с Дорис, Петером и двумя их сыновьями в гондоле падает, потому что трубки, ведущие от газовых баллонов к горелке, замерзли и засорились. Никто из четверых не пострадал, они возвращаются к своей машине и уничтожают все улики. Франку удаётся забрать из почтового ящика письмо Кларе. Штази находит брошенный воздушный шар, узнает о попытке побега и под руководством подполковника Зайделя начинает масштабное расследование. Зайдель допрашивает пограничников, дежуривших в момент попытки побега, и обвиняет их в недостаточно серьёзном отношении к заданию. Следователи сужают радиус, в котором мог стартовать воздушный шар, а значит, и круг подозреваемых.
Следующие несколько недель обе семьи живут в постоянном страхе, что Штази может связать их с попыткой побега. Особенно беспокоится Дорис, потерявшая в лесу упаковку лекарства с индивидуальным номером, которые дали Штази ценную наводку. Петер хочет повторить попытку. Однако перед этим они отправляются в Восточный Берлин, где надеются, что им удастся выбраться из страны с помощью посольства США, но эта попытка проваливается. Петеру удается убедить Гюнтера предпринять ещё одну попытку побега на воздушном шаре. Так как они должны соблюдать осторожность при приобретении материалов, чтобы не вызвать подозрений, члены семьи покупают лишь небольшие отрезы подходящей ткани в разных городах. Гюнтер каждый вечер садится за швейную машинку, чтобы сшить куски ткани. Тем временем Зайдель оперативно собирает воедино все улики, связывающие семью с побегом. Он должен во что бы то ни стало не допустить, чтобы ГДР опозорилась из-за успешной попытки побега.
Как и опасалась Дорис, следователи проследили путь лекарств до местной аптеки, где теперь устанавливают личности и проверяют всех получателей таблеток. Штази публикует в прессе фотографии предметов, которые Стржельчики оставили на месте первой посадки шара. Гюнтеру приходится перенести шитьё в подвал дома Стржельчиков, потому что соседи стали замечать постоянный стрёкот швейной машинки. Когда Франк узнаёт, что отец Клары Эрик должен пойти в аптеку в поисках подозреваемых, и что ветер дует с севера, что является необходимым условием для их побега, они хотят предпринять вторую попытку той же ночью. Когда сотрудники Штази устанавливают их личности и врываются в их дома, семьи уже на пути к исходной точке. На этот раз старт не такой идеальный, как при первой попытке, и когда газ заканчивается, шар приземляется в лесу после получасового полета. Сначала неясно, удалось ли им пересечь границу. Петер и Гюнтер отправляются на разведку местности и встречают полицейскую патрульную машину. Когда полицейские сообщают им, что они находятся в Верхней Франконии, семьи радостно обнимаются. Подполковник Зайдель и его начальник объясняются с начальником Штази Эрихом Мильке, а Эрика Баумана допрашивают в Штази.
Десять лет спустя Дорис и Петер Стржельчики смотрят по телевизору выступление Ганса-Дитриха Геншера на балконе посольства ГДР в Праге, который объявляет, что собравшимся у посольства беженцам из Восточной Германии разрешено уехать в ФРГ.

## Производство
Режиссёр Михаэль Хербиг потратил на подготовку к съёмкам фильма шесть лет. За несколько лет до этого он познакомился с бывшим беженцем из ГДР Гюнтером Ветцелем, который рассказал ему историю своего побега. В 1978 году Ветцелю и его бывшему коллеге Петеру Стржельчику пришла в голову идея пересечь границу ГДР на самодельном воздушном шаре. В 1980 году компания Disney сняла фильм о том же событии под названием «Пересечение границы», премьера которого состоялась в 1982 году. Когда Хербиг смотрел его, он был ровесником Франка Стржельчика.
Хербиг пытался приобрести права на ремейк, но оказалось, что обе семьи продали свою историю «с потрохами». Он показывал контракты разным юристам, но они посоветовали ему воздержаться от дальнейших попыток. В конце концов Хербигу удалось связаться с Disney через Роланда Эммериха и заключить консультационные соглашения с семьями Стржельчик и Ветцель. Киностудрия herbXfilm, выдели на съёмки 700 000 евро. Фильм также получил финансирование на такую же сумму от Medienboard Berlin-Brandenburg и финансирование в размере 1,25 миллиона евро от FilmFernsehFonds Bayern. Немецкий федеральный кинофонд выделил 2 049 800 евро, Центральный немецкий медиафонд — 150 000 евро, а Федеральный совет по кинематографии - 650 000 евро HerbXfilm стала продюсеером триллера, а StudioCanal и SevenPictures выступили сопродюсерами.
В выступлении на NDR Info Кришан Кох объяснял, что Хербиг стремится к аутентичности вплоть до мельчайших деталей в своём фильме. Тем не менее, «Воздушный шар» не был фильмом о государственной безопасности и политическом угнетении в ГДР. Хербиг сосредоточен на драматической стороне побега. Норберт Кох-Клауке также отметил в Berliner Zeitung, что после успешного побега реальная жизнь написала для двух семей совершенно другой сценарий, который в фильме не показан: «Начинается новая драма. После успешного побега, который попал в заголовки газет на Западе и опозорил ГДР на весь мир, две семьи теперь ощущают на себе месть СЕПГ. На западе они подвергаются преследованиям со стороны Штази». С одной стороны, они хотели убедить семьи вернуться в ГДР, с другой — согласно документам Штази, шпионская система Мильке сразу после эффектного побега на воздушном шаре начала операцию «Груша», чтобы превратить жизнь беглецов на Западе в ад.